# Divini Redemptoris
Divini Redemptoris (укр. [обіцянка] божественного Спасителя) — енцикліка Папи Римського Пія XI, звернена проти комуністичного вчення — «більшовицького і безбожного комунізму, мета якого — зруйнувати громадський порядок і підірвати самі основи християнської цивілізації».
«Divini Redemptoris» — один з трьох документів, де Ватикан виклав своє ставлення до найгостріших проблем другої половини 1930-х років. Три енцикліки, праця над якими тривала кілька місяців, були готові до початку березня 1937 року, і в тому ж місяці опубліковані. 14 березня вийшла енцикліка німецькою мовою «Mit brennender Sorge» («З великою стурбованістю»), 19 березня — латиною енцикліка «Divini Redemptoris» і 28 березня — енцикліка іспанською мовою «Nos es muy conocida» («Нам добре відома»).

## Зміст
Енцикліка описує комунізм як «систему, повну алогізмів і софізмів», що «підриває суспільний лад». Для Пія XI це був вже не перший виступ із засудженням комунізму та атеїзму. У своїх енцикліках «Miserentissimus Redemptor», «Quadragesimo Anno», «Caritate Christi», «Acerba Animi», «Dilectissima Nobis» він виступав з протестами проти переслідувань Католицької Церкви в Радянській Росії, Мексиці (під час Громадянської війни 1926—1929) і республіканської Іспанії. У травні 1936 р. Папа, приймаючи в Римі групу біженців з Іспанії, запевнив їх, що Святий Престол продовжує захищати святилище християнської релігії дієвим, ніж будь-яка інша світська влада. Ту ж думку він висловив в своєму різдвяному посланні 1936 року. На цей раз він визнав за необхідне представити всьому християнському світові всеосяжний виклад «вад» комуністичної доктрини, відносини католицтва до комунізму і способів протистояння цьому «злу». Такий підхід зумовив структуру енцикліки, що складається з трьох основних частин.
У першій частині (пп. 7 — 24) викладено «принципи безбожного комунізму», неприйнятні для християнської Церкви:
- діалектичний та історичний матеріалізм, що не залишає місця ідеї про Бога і надії на життя душі після смерті тіла;
- «фальшива месіанська ідея» («псевдоідеал справедливості, рівності й братерства у праці»);
- доктрина класової боротьби як головного двигуна суспільного розвитку;
- заперечення прав, гідності й свободи людської особистості;
- заперечення будь-якої ієрархії та божественно встановленої влади;
- заперечення всіх форм приватної власності на матеріальні блага та засоби виробництва;
- заперечення релігійного шлюбу і непорушності сім'ї, емансипація жінок[2][5][6].

Тут же наводяться фактори, які, на думку глави Католицької Церкви, привели до стрімкого поширення комуністичних ідей в усьому світі:
- «Ліберальний економічний порядок», що породжує злидні й несправедливий розподіл матеріальних благ;
- витончена комуністична пропаганда — «пропаганда настільки воістину диявольська, що подібної їй світ, можливо, ніколи раніше не бачив, … спрямовується з одного загального центру, … спритно пристосовується до різноманітних умов життя різних людей, … має в своєму розпорядженні величезні грошові кошти, гігантські організації, міжнародні з'їзди й незліченну кількість навчених співробітників»;
- відсутність ефективної ідеологічної протидії — «змова мовчання» світових ЗМІ щодо «жахів, що кояться в Росії, в Мексиці і навіть у великих районах Іспанії» і щодо «настільки величезної світової організації, як російський комунізм»[2][5].

Звертаючись до питання про дії прихильників комуністичного вчення в СРСР, Мексиці та Іспанії, Папа Пій XI підкреслив, що ніколи раніше в історії людства не відзначалося такими систематичними й жорстокими гоніннями проти релігії, священиків і віруючих. Тероризм, однак, не зможе запобігти морального розпаду суспільства, який кинув виклик Творцеві і законам природи.
У другій основній частині енцикліки (пп. 25 — 39) «помилкам» марксизму протиставляється фундаментальна концепція людського суспільства, що бачить Церква: Бог — всемогутній Творець всього і найбільша реальність, а людина, що володіє безсмертною душею, наділена своїм Творцем правом на життя, на тілесну цілісність (теологія тіла), на необхідні засоби для існування; правом прагнути до своєї головної мети шляхом, накресленим для людини Богом; правом об'єднуватися і правом володіти власністю та використовувати її. Людині призначено Богом жити в суспільстві, при цьому суспільство повинно служити людині, а не навпаки. Лише людина, а не суспільство в будь-якій його формі, наділені розумом і вільною моральною волею. Людина зобов'язана виконувати зобов'язання у відношенні до громадянського суспільства, покладені на людину Богом, і суспільство не може обманом позбавляти людину її прав, дарованих Богом. Соціальна доктрина Католицької Церкви передбачає взаємодопомогу і співробітництво між тими, хто володіє капіталом, і тими, хто працює, дотримання принципів здорової корпоративної системи, що поважає належну ієрархічну структуру суспільства, гармонійну єдність всіх професійних груп в ім'я загального блага, гармонії прав і обов'язків всіх сторін, справжнього вселенського братства всіх людей незалежно від раси й стану.
У третій, заключній частині енцикліки пропонуються засоби, здатні позбавити світ від «комуністичного зла», позбавити комуністичну доктрину тієї «притягальної сили», яку вона продовжує представляти для знедолених і незаможних, для багатьох трудящих. Папа закликав до духовного відродження, відмови від світських благ, земної власності та насолод на користь благ духовних, до поміркованості, християнського терпіння, милосердя й любові до ближнього, до суспільної справедливості, визнання соціальних прав трудящих та справедливої оплати праці. В енцикліці говориться про необхідність широкого поширення католицького вчення у всіх прошарках суспільства, пропаганди соціальної доктрини Католицької Церкви через католицький друк, активної протидії комуністичній пропаганді й спробам комуністичних лідерів встановити відносини співпраці з релігійними організаціями в різних сферах суспільного життя: «Комунізм поганий за самою своєю суттю, і ніхто з бажаючих зберегти християнську цивілізацію не може співпрацювати з ним у жодному підприємстві». Говорячи про відносини між Церквою та державою, Папа Пій XI закликав до того, щоби держава надала Католицькій Церкві «повну свободу виконувати Її Богом дану духовну місію» як головну з «моральних і релігійних сил сучасності».

## Католицька Церква і комуністичне вчення
У папській енцикліці не пропонують будь-яких змін щодо Католицької Церкви й комунізму. Відомий радянський антиклерикальний публіцист Й. Р. Григулевич писав, що ця енцикліка «рішуче й категорично засуджувала комунізм, піддавала комуністів анафемі, забороняла віруючим підтримувати в будь-якій формі комуністичні ідеї».
Папа Пій XI посилався в цьому на своїх попередників — Пія IX і Лева XIII, які так само, як і він, засуджували комуністичне вчення: так, Пій IX ще в 1846 році заявляв, що більшовицьке вчення «абсолютно суперечить природному закону, якщо повністю знищить права, власність і майно всіх людей та громадянське суспільство». У 1864 році він же відніс соціалізм, комунізм, атеїзм і вимогу свободи совісті до числа «найголовніших помилок нашого часу», що підривають вчення Католицької Церкви і авторитет Римського Папи. Лев XIII у своїй енцикліці «Quod Apostolici Muneris» (1878) назвав комунізм «згубною чумою, що проникає в кістки людства, лише щоб привести його до загибелі».
Папа Пій XI з натхненням заявляв про пріоритет Католицької Церкви в боротьбі з комуністичним вченням: «За суттю, найбільш завзяті вороги Церкви, що ведуть з Москви боротьбу проти християнської цивілізації, самі свідчать своїми невпинними нападками, словом і ділом, про те, що до цього часу Папство продовжує вірно захищати святилище християнської релігії й частіше та дієвіше, ніж будь-яка інша суспільна влада на Землі, привертає увагу суспільства до загрози комунізму». Пій XI, закликав «енергійно застосовувати відповідні дієві засоби, щоби спинити шлях революції, яка готується», хотів, на думку І. Р. Григулевича, «показати А. Гітлерові, що в особі Папи він може втратити надійного союзника в боротьбі проти комунізму і Країни Рад».
Девід Ранан (David Ranan) зазначає в своїй книзі «Подвійний хрест» (Double Cross: The Code of the Catholic Church, 2007), що енцикліка «Divini Redemptoris», опублікована через п'ять днів після появи «Mit brennender Sorge», продемонструвала, що «Католицькою Церквою комунізм явно розглядався як більше зло, ніж нацизм. Нацизм в енцикліці „Mit brennender Sorge“ навіть не згадувався, тоді як „Divini redemptoris“ являє собою не просто інструмент антикомуністичної пропаганди, але фактично як посібник для духовенства про те, як вести наступ на комунізм … налаштований прогерманськи кардинал Пачелі, державний секретар Ватикану й майбутній Папа Пій XII дав Німеччині енциклікою „Divini Redemptoris“ зрозуміти, що „нормальні й добрі відносини [з Німеччиною] будуть відновлені, коли це стане можливим“».

## Папська енцикліка і політична боротьба
На думку радянських і західноєвропейських антиклерикальних письменників і публіцистів, одна з цілей енцикліки полягала в тому, щоби відвернути католиків від боротьби з фашизмом, розколоти єдиний антифашистський фронт. Як писав відомий діяч комуністичного руху Георгій Димитров, у відповідь на політику «простягнутої руки», що проводилася комуністами у відношенні до католиків, «Папа Римський і „найсвятіші“ єпископи в різних країнах поспішили виступити з посланнями і церковними проповідями, щоби захистити свою паству від „страшної більшовицької небезпеки“ — Народного фронту».
Як писав британський дослідник Девід Кертіс (David Curtis), енцикліка «Divini Redemptoris» була опублікована в той період, коли у Франції загострилася боротьба між Католицькою Церквою та комуністичною партією за вплив в суспільстві (і особливо на трудящих), а серед французьких католиків існували серйозні розбіжності з питань ставлення до марксизму і комуністичного вченнюя, щодо можливості підтримки Народного фронту (1934—1938). У той час як переважна більшість французьких католиків були закоренілими антикомуністами, відкидали політику «простягнутої руки», проголошеної комуністами в квітні 1936 р., серед них були і так звані «позитивні» антикомуністи — ця меншість вважала можливим проводити відмінність між комуністами як людьми, які дотримуються справедливих громадських устремлінь, чию критику капіталістичної системи слід підтримувати, і комунізмом як атеїстичної і антигуманістичної політичної системи. Справа дійшла до того, що лівоцентристська християнсько-демократична партія «Молода республіка» (Jeune republique) увійшла до парламентської більшості, що підтримала уряд Народного фронту. Розбіжності серед французьких католиків стали ще більш явними в їх відношенні до громадянської війни в Іспанії, що почалася в липні 1936 року. У той час як «позитивні» антикомуністи виступали за організацію міжнародного посередництва з метою припинення збройного конфлікту, консервативна більшість розглядала заколот Ф. Франко як «хрестовий похід проти комуністичного варварства». Ватикан підтримав позицію останніх. У березні 1937 р. з'явилася енцикліка «Divini Redemptoris», в якій Папа засудив більшовицьке вчення і соціалістичну систему, відкинув пропозицію «простягнутої руки» як прояв лицемірства та наклав заборону на будь-яку співпрацю з комуністами. А в серпні 1937 р. Ватикан закрив католицький тижневик «Sept» за недостатнє, на думку Святого Престолу, усвідомлення впливу комуністів на політику французького Народного фронту, і ролі, яку іспанські комуністи зіграли в підбурюванні до нападів на Католицьку Церкву в Іспанії. Це фактично означало припинення дискусії з питання про ставлення до комунізму.
Грасіела Бен-Дрор (Graciela Ben-Dror), присвятила свої роботи дослідженню взаємин між Католицькою Церквою Аргентини і єврейською меншістю в цій країні. Аналізуючи ефект в Аргентині від двох папських енциклік, що вийшли практично одночасно («Mit brennender Sorge» і «Divini Redemptoris»), вважала, що «Divini Redemptoris» з її засудженням атеїстичного комунізму, написана в березні 1937 р. опублікована в офіційному органі аргентинської єпархії вже в червні, а «Mit brennender Sorge» із засудженням порушень нацистським режимом Німеччини умов Конкордату 1933 року — лише двома місяцями пізніше, до того ж «Mit brennender Sorge» була опублікована повністю як папський документ без будь-якого вступу або коментарів, тоді як текстові енцикліки «Divini Redemptoris» передував вступ, підписаний всіма аргентинськими архієпископами і єпископами, в якому вони закликали духовенство та членів організації «Католицька Дія» дотримуватися рекомендацій, що містилися в енцикліці. Цей вступ був написаний менш ніж за місяць після появи енцикліки, вже до 14 квітня, що свідчить про першорядну важливість, яку ієрархи аргентинської Церкви надавали зверненню Папи. Зміст енцикліки повністю відповідав внутрішньополітичним потребам держави і послужив обґрунтуванням розпочатої раніше антикомуністичної кампанії. Ієрархи аргентинської Церкви зажадали від священиків використовування тексту енцикліки в своїх проповідях, вивчати його в усіх центрах і групах «Католицької Акції». Йшлося не тільки про вивчення змісту енцикліки, а й про активне поширення його серед прихожан.
Грасіела Бен-Дрор вказував ще на один аспект політичної реальності Аргентини, пов'язаний з енциклікою «Divini Redemptoris», — ототожнення згаданих в енцикліці «різноманітних окультних сил, давно працюючих над поваленням Християнського Світоустрою», з євреями і «юдейським комунізмом» — юдаїзмом. Такі паралелі були особливо характерні для публікацій в католицьких органах «El Cruzado» (видання ордена єзуїтів Кордовською єпархії) і «Restauracion Social» (видання ордена салезіанців, Буенос-Айрес). В одному з номерів журналу «Restauracion Social» був представлений триголовий монстр (більшовизм — масонство — юдаїзм), що прагнув світового панування. Таким чином, на думку дослідниці, легітимізація антикомуністичної кампанії була сприйнята певними католицькими колами в Аргентині і як легімітізація державного антисемітизму. Папа Римський вважає, що слід розрізняти «радянський режим» та «російський народ».
Пітер Кент (Peter Kent) писав у Другу світову війну в книзі «The lonely Cold War of Pope Pius XII», що у вересні 1941 року, коли в США вирішувалося питання про Ленд-ліз (постачання американської військової техніки, спорядження та продовольства Радянському Союзові, що зазнав нападу нацистської Німеччини, Ватикан дав зрозуміти, що, незважаючи на осуд комуністичної ідеології, Католицька Церква підтримає надання допомоги радянському народові. Монсіньор Амлето Чіконьяні, апостольський легат у Вашингтоні, віддав конфіденційну вказівку американським єпископам про розсилку пастирського листа з роз'ясненням, що енцикліка «Divini Redemptoris» «не повинна застосовуватися в поточний момент збройного конфлікту».
Текст папської енцикліки зберігає своє значення і в наші дні, розглядається як один з найбільш визначних документів папської влади.
Й. Р. Григулевич повідомляв в одній зі своїх статей, що під час чилійських виборів 1964 р. енцикліка «Divini Redemptoris» була використана ЦРУ одним з інструментів антикомуністичної пропагандистської кампанії — вона поширювалася сотнями тисяч примірників, забезпечена приміткою: «Надрукована приватно безпартійними громадянами з метою широкого поширення її змісту».